# مگاترند ها

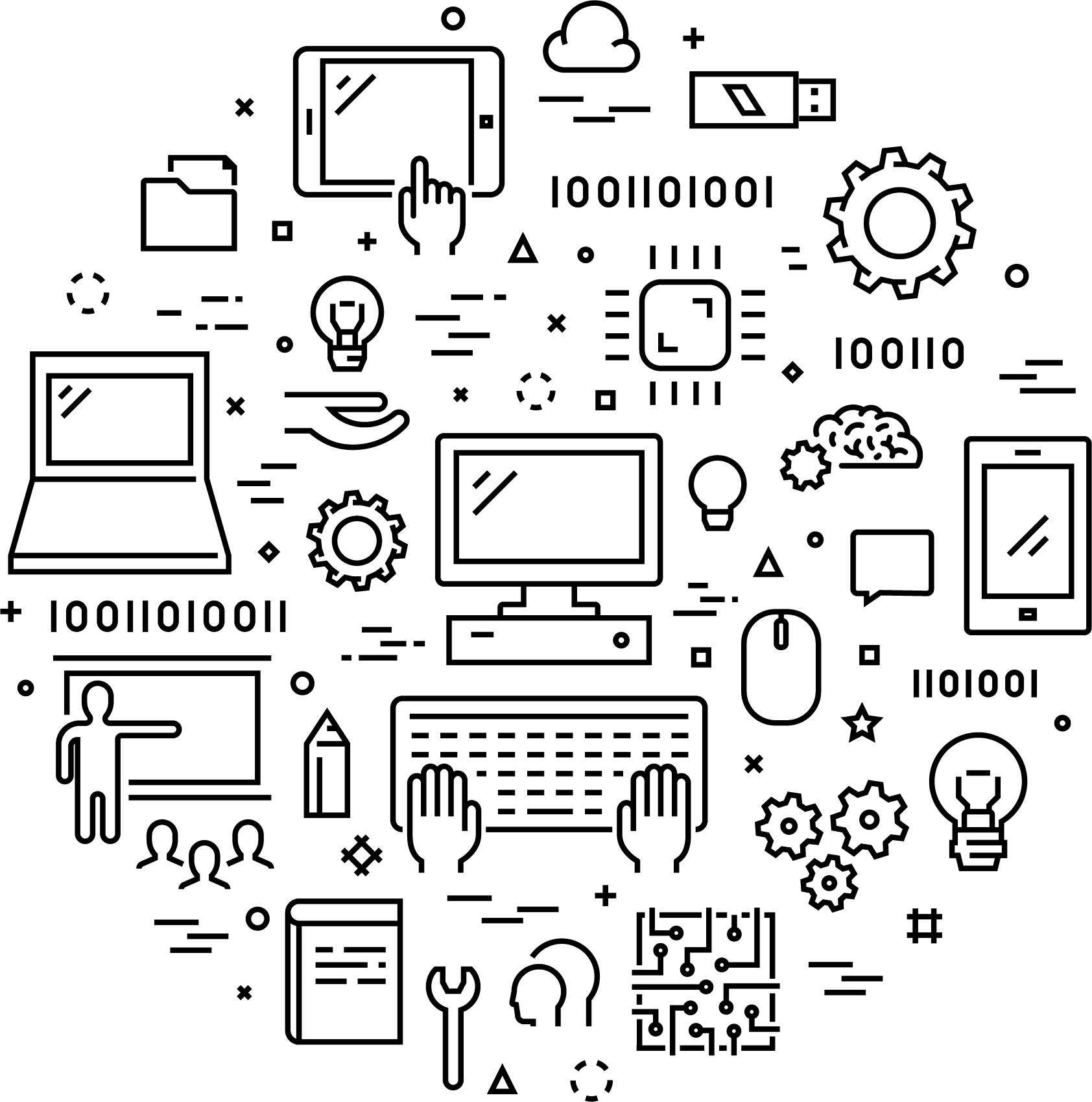

در لغت مگا در معنای ابعاد بسیار بزرگ و ترند هم در معنای تمایل و گرایش به کار می‌رود. مگاترندها (Mega-trends) (ابرروندها)، محصولات، خدمات و فناوری‌هایی هستند که بر اساس پیش‌بینی متخصصین تجارت، عامل اصلی شکل دهی بازار‌های آینده خواهند بود. ابرروندها در بستر زمان شکل می‌گیرند و ممکن است طی دوره‌های طولانی باقی بمانند؛ به گونه ای که حضور و تأثیر آنها دیده نشود. فراگیری ابرروندها باعث تحول در تاریخ زندگی انسان‌ها می‌شود.

## ویژگی‌های مگاترندها
مگاترندها دارای سه ویژگی اصلی هستند که آنها را از ترند‌های دیگر جدا می‌کند: افق زمانی، دسترسی و میزان بالای تأثیر گذاری آنها. امروزه می‌توان با شناخت و استفاده صحیح از ابرروندها، آینده روشنی برای فعالیت‌های تجاری و برنامه‌های مناسبی برای تحقیق و توسعه را متصور شد.

## مگاترندهای جهانی از دید بنگاه رند (rand)
این مگاترندها در واقع یک آینده‌شناسی احتمالی برا ۵۰ سال آینده است که مبنای طراحی و تبیین آن، شرایط امروزی جهان است. از مهم‌ترین آنها می‌توان به موارد زیر اشاره کرد.
1. Globalisation (جهانی شدن)
2. Urbanisation (توسعه شهرها)
3. Ageing (افزایش سالمندی)
4. Digitalisation (دیجیتالی‌سازی)
5. Volatility (نوسانات)
6. Environmental change (تغییرات زیست‌محیطی)

### مگاترندها در حوزهفناوری
این مگاترندها بسیار نزدیک و همسو با ترندهای دیگر است.
۱-اتصال و همگرایی: در دنیای آینده، خانه‌ها، محیط کار و شهرهایی متصل و هوشمند خواهیم داشت.
۲-Big Data: محتوای دیجیتال طی ۱۸ ماه، ۲ برابر می‌شود که به آن سیل داده می‌گویند. کسب و کارهای دانش بنیان از دستاوردهای بیگ دیتا است.
1. همگرایی کسب و کارها: تمام کسب و کارها فناوری محور خواهند بود.
2. توسعه فروش‌های آنلاین: کسب و کار اینترنتی توسعه پیدا خواهد کرد.

### مگاترندها در حوزهسلامت

#### Artificial intelligence (هوش مصنوعی)

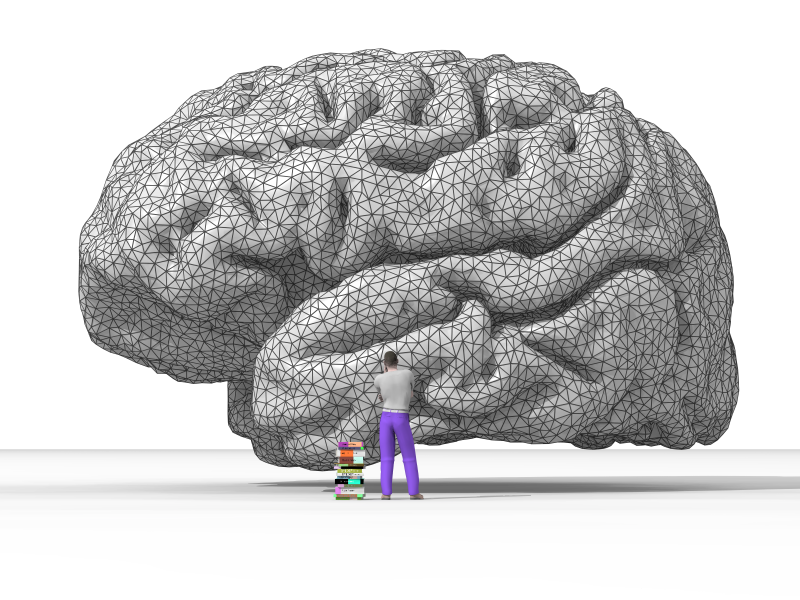
هوش مصنوعی

هر سامانه ای که محیط خود را درک کرده و کنش‌هایی را انجام دهد که شانسش را در دستیابی به اهدافش بیشینه می‌سازد را هوش مصنوعی می‌گویند. به لطف پیشرفت‌های اخیر در علوم کامپیوتر و انفورماتیک، هوش مصنوعی به سرعت به بخشی جدایی ناپذیر از مراقبت‌های بهداشتی مدرن تبدیل خواهد شد. هوش مصنوعی می‌تواند به پردازش و تحلیل داده‌های پزشکی کمک کند.

#### P4 medicine (مفاهیم و اصول پزشکی فرد محور)
با استفاده صحیح از تکنولوژی می‌توان مسیر درمان بیماری‌ها به خصوص بیماری‌های شایع و غیر واگیر نظیر سرطان را تسهیل نمود. پزشکی شخصی(P4 medicine) چهار مفهوم اصلی موجود در آن را اشاره می‌کند که شامل:
1. Predictive یا پیش‌بینی؛ یکی از مهم‌ترین چالش‌ها در پزشکی است و در بیماری‌های شایع این موضوع از اهمیت به سزایی برخوردار است. به عنوان مثال، شناخت بیماری‌ها در سطح مولکول یا پیش‌بینی آنها از طریق شبکه‌های ژن از مسائل مهم در این حوزه می‌باشد.
2. Preventive یا پیشگیری؛ انجام به موقع آن نقش مهمی در اقتصاد سلامت ایفا می‌کند.
3. Personalized یا درمان شخصی؛ ارائه بهترین درمان، انتخاب داروی مناسب، تعیین دوز دقیق داروهایی که جنبه فارماکوژنومیک پزشکی فردی می‌باشد مربوط به این مفهوم می‌باشد.
4. Participatory یا مشارکت؛ همکاری و همیاری افراد در نقش‌های متفاوت نظیر بیمار، پزشکان، کاردرمانی، شرکت‌های دارویی و … برای درمان بهتر بیمار را شامل می‌شود.
5. IoMT (اینترنت اشیاء پزشکی) اینترنت اشیاء

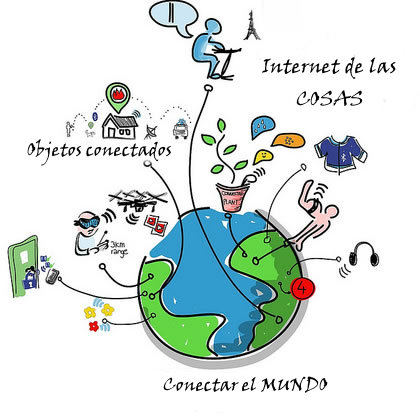
اینترنت اشیاء

اینترنت اشیاء مجموعه ای از اجزای مرتبط به هم و متصل به اینترنت است. اگر همین موضوع برای وسایل و تجهیزات پزشکی یا هر چیز مرتبط به حوزه سلامت و درمان پیاده‌سازی شود، به آن اینترنت اشیاء پزشکی (IoMT) می‌گویند. این دستگاه‌ها با اهداف پزشکی تولید می‌شوند. اینترنت اشیاء پزشکی تنها برای اقشار خاصی مزیت ندارد اما معمولاً کاربرد آنها در بیمارستان‌ها، مراکز درمانی، شرکت‌های بیمه، بیماران و خانواده‌های آنهاست. تجهیزات بیمارستانی مانند ربات جراح و … جزو زیر مجموعه IoMT قرار می‌گیرند.
تجهیزات هوشمند پزشکی، به دلیل دریافت لحظه به لحظه داده‌های سلامت، منجر به صرفه جویی زمان پزشکان و پرستاران می‌شوند. آنها می‌توانند در هر کجا بیمارستان، وضعیت دقیق بیمار را ببینند و اقدامات لازم را انجام دهند.

#### Genetics (ژنتیک)
بعد از آنکه دانشمندان موفق به ابداع روشی برای تغییر ژنهای انسان شدند و توانستند تغییرات دلخواه را در ژن انسان پیاده کنند، علم ژنتیک وارد مرحله انقلابی شد. امروزه با مدد الگوریتم‌های تحلیلی که به کمک ابزارهای کلان داده به وجود آمده‌اند، تلاش‌های زیادی برای مهندسی ژنوم انسان انجام می‌شود. حاصل این پیشرفت، پیشگیری و درمان بسیاری از بیماری‌ها خواهد بود. به عنوان مثال امکان تولد نوزادان با نقص‌های ژنتیکی صفر خواهد شد و بیماری‌هایی با دلایل ژنتیکی به‌طور کامل از بین خواهند رفت.

### مگاترند سلامت بر اساس تحقیقات NRP74
در بخشی از برنامه تحقیقاتی ملی 74 (NRP74) بنیاد ملی علوم سوئیس «مراقبت‌های بهداشتی هوشمندتر» مورد بحث قرار گرفته است. هدف اصلی برانگیختن بحث‌ها در مورد تمایلات بلندمدت زیربنای توسعه فعلی و آینده سیستم مراقبت‌های بهداشتی است.
۵ ابرروند ارائه شده عبارتند از:
1. Socio-demographic shifts (تغییرات جمعیتی-اجتماعی)
2. Broadening meaning of Health (معنای گسترده سلامت)
3. Empowered patients and service users (بیماران و کاربران خدمات توانمند)
4. Digitalization in healthcare (دیجیتالی‌سازیدر مراقبت‌های بهداشتی)
5. Emergence of new models of care (ظهور مدل‌های جدید مراقبت)

ویژگی‌های اصلی هر مگاترند که ارائه می‌شود، اغلب از وضعیت سوئیس به عنوان یک مثال نمونه استفاده شده و بازتاب‌هایی دربارهٔ تأثیر بالقوه همه‌گیری COVID-19 بر آنها اضافه می‌کنند.
دیگر مگاترندها
1. زنجیره بلوکی (Blockchain) با تولد پول الکترونیکی بیت‌کوین (Bitcoin) معرفی شد. پول الکترونیکی از لحاظ‌هایی شبیه پول واقعی است. این نوع نقل و انتقالات به دلیل رمزگذاری‌های پیشرفته ای که وجود دارد، توسط دولت‌ها قابل ردیابی نیست. در پول الکترونیکی آنچه مبادله می‌شود، صرفاً یک عدد نیست که از حساب شما کم شود بلکه واقعاً اسکناس الکترونیک است که از جیب مصرف‌کننده برداشته شده و به فروشنده داده می‌شود.
2. رباتیک‌ها هنوز به زندگی روزمره ما ورود چندانی نداشته‌اند. اما سال هاست که در صنایع مورد استفاده قرار می‌گیرند. این ربات‌ها توانایی انجام کارهای ساده و تکراری را دارند، برنامه‌ریزی می‌شوند و طبق برنامه خود فقط یک عملیات خاص را انجام می‌دهند. هیچ‌کدام از این ربات‌ها نمی‌توانند از پس کارها و برنامه‌های پیچیده و غیر تکراری بر بیایند و انعطاف لازم را ندارند. پیش‌بینی می‌شود ربات‌ها در آینده هم می‌توانند خودرو بسازند و هم خودشان رانندگی کنند. پیشرفت‌هایی این چنینی قیمت ربات‌ها را کاهش و قابلیت‌های آنان را افزایش خواهد داد.
3. چاپ سه‌بعدی به چاپ وسیله یا قطعه دلخواه در مدت زمان اندک توسط دستگاه‌های چاپ سه بعدی گفته می‌شود. این دستگاه‌ها در حال گذار به مرحله جدیدی هستند. امروزه چاپ سه بعدی فلز در حال رقم زدن انقلاب جدیدی است. با استفاده از این فناوری می‌توان دستگاه‌های پیچیده را به صورت یک تکه تولید کرد در حالی که قبلاً از سر هم‌بندی تعداد زیادی از قطعات مختلف تولید می‌شدند.

بر اساس پیش‌بینی‌هایی که از ۳۰ تا ۵۰ سال آینده می‌شود، نیاز بیشتری به مشاغل برنامه‌نویسی رایانه‌ای خواهیم داشت. همان‌طور که گفته شد، تکنولوژی همه زمینه‌های کسب و کار را احاطه می‌کند و باعث به وجود آمدن فرصت‌ها و چالش‌های بسیاری در صنایع می‌شود. در آینده ای نزدیک اکثر ثروت دنیا توسط شرکت‌هایی بزرگ که چندین هزار برنامه‌نویس دارند، اداره خواهد شد. مثل شرکت‌های آمازون (شرکت)، فیس‌بوک و … که هم‌اکنون در صدر ثروتمندترین شرکت‌های جهان هستند. امید است با پیشرفت روزافزون در حوزه فناوری، بتوان در همه زمینه‌ها به پیشرفت‌های چشم‌گیری رسید و اوضاع فعلی را بهبود بخشید.